# Covington (Ohio)
Covington – wieś w USA, w stanie Ohio, w hrabstwie Miami.
Liczba mieszkańców w 2000 roku wynosiła 2 559.